# Sindrome di Zellweger
La sindrome di Zellweger, o sindrome cerebroepatorenale, è una rara malattia congenita autosomica recessiva. Fa parte dei disturbi dei perossisomi, come l'adrenoleucodistrofia e la malattia di Refsum.

## Epidemiologia
Ha un'incidenza di 1 caso su 50 000/100 000 nati vivi.

## Eziologia
È un disordine genetico eterogeneo, causato da alterazioni in un qualunque dei numerosi geni coinvolti nella biogenesi dei perossisomi, i cosiddetti PEX, che codificano proteine essenziali al loro corretto assemblaggio. L'alterazione della funzione perossisomiale e la conseguente incapacità di metabolizzare gli acidi grassi a catena molto lunga porta all'accumulo di metaboliti tossici.

## Clinica

### Segni e sintomi
I neonati presentano una facies tipica, con fronte alta e prominente, fontanelle anteriori e suture ampie, occipite piatto, ipertelorismo ecc. e grave compromissione delle funzionalità neurologica (con ipotonia generalizzata, ipo o areflessia, convulsioni), epatica (epatomegalia, ittero) e renale (presenza di cisti).